# 蒙让
蒙让（法語：Montjean，法語發音：[mɔ̃ʒɑ̃]）是法国马耶讷省的一个市镇，属于拉瓦勒区。

## 地理
蒙让（48°0'22"N, 0°57'33"W）面积19.75 平方千米，位于法国卢瓦尔河地区大区马耶讷省，该省份为法国西北部内陆省份，北起芒什省和奧恩省，西接伊勒-维莱讷省，南至曼恩-卢瓦尔省，东临萨尔特省。
与蒙让接壤的市镇（或旧市镇、城区）包括：阿于耶、乌东河畔博略、科塞勒维维安、库尔伯韦耶、圣西尔勒格拉沃莱、卢瓦龙-吕耶。

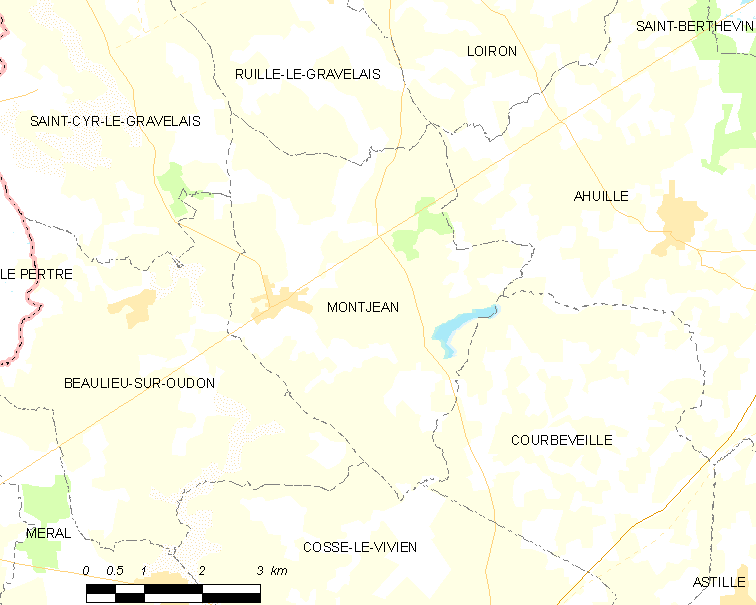
蒙让的OSM定位图

蒙让的时区为UTC+01:00、UTC+02:00（夏令时）。

## 行政
蒙让的邮政编码为53320，INSEE市镇编码为53158。

## 政治
蒙让所属的省级选区为卢瓦龙-吕耶县。

## 人口

1962-2008年间蒙让人口变化图示

蒙让于2022年1月1日时的人口数量为1030人。